# Јањинска тврђава
Јањинска тврђава (грч. Κάστρο Ιωαννίνων) је утврђење старог града Јањине. Садашње утврђење датира углавном из реконструкције под Али-пашом у касном османском периоду, али укључује и раније постојеће византијске елементе.